# Xylesthia pruniramiella
Xylesthia pruniramiella är en fjärilsart som beskrevs av James Brackenridge Clemens 1859. Xylesthia pruniramiella ingår i släktet Xylesthia och familjen äkta malar. Inga underarter finns listade i Catalogue of Life.